# Georg Merz

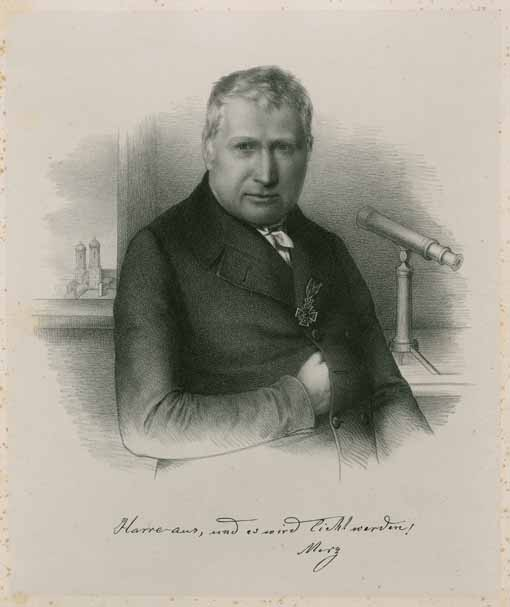
Porträtt av Georg Merz.

Georg Merz, född 26 januari 1793 i Bichl vid Benediktbeuern, död 12 januari 1867 i München, var en tysk astronomisk instrumentmakare och optiker. Merz blev 1808 arbetare hos de berömda instrumentmakarna Joseph von Fraunhofer och Joseph von Utzschneider. Efter Fraunhofers död (1826) blev han chef för den optiska avdelningen av det Utzschneiderska institutet, vilket han 1839 tillsammans med F.J. Mahler helt och hållet övertog. Efter Mahlers död (1845) var han, först ensam, sedan tillsammans med sina söner Ludwig Merz (1817–1858) och Siegmund von Merz (1824–1908) innehavare av firman. Merz gick i Fraunhofers fotspår och bragte de från hans institut utgångna instrumenten (refraktorer, heliometrar och astronomiska objektiv) till en mycket hög grad av fulländning.